# Anette Prehn
Anette Prehn (født 13. marts 1975) er dansk iværksætter, sociolog, foredragsholder, forfatter samt grundlægger og leder af Centre for Brain-Based Leadership and Learning.
Anette Prehn har udgivet en række bøger, der formidler hjerneforskning og socialpsykologi med fokus på praktisk anvendelighed for erhvervslivet og for privatpersoner,  bl.a. Hjernesmart-tetralogien med Hjernesmarte vaner, Hjernesmart ledelse, Hjernesmart pædagogik og Hjernesmarte børn samt Hjernevenner-serien. Flere bøger er oversat til engelsk, tysk, kinesisk, russisk, svensk og norsk.  
Derudover har hun udviklet onlinekurset The Neuroscience of Reframing – and How to Do It, der har mere end 85.000 studerende på verdensplan.
I 2009/10 var Anette Prehn den første i Danmark til at undervise i NeuroLeadership, som er anvendt hjerneforskning for ledere. Anette Prehn modtog i 2024 Aakjærprisen af Aakjærselskabet og i 2009 prisen som Årets Underviser (Ledelse & Coaching) af Confex.
I 2018 blev hun af seks ministre udpeget som formand for Det Nationale Stresspanel. Ministrene ønskede dels – med afsæt i viden om, hvad der kan skabe stress – at blive rådgivet om mulige relevante tiltag, dels et panel, der kunne ”skabe debat og bevidsthed i befolkningen, så færre oplever stress”. I 2019 leverede stresspanelet sine 12 anbefalinger.

## Eksterne referencer
- Anette Prehns officielle side
- Framestorm-kurser. “Skift briller når noget driller!”
- Lederuddannelse i hjernens spilleregler
- Anette Prehns sangunivers
- Anette Prehns internationale side